# Mesochorus reflexus
Mesochorus reflexus là một loài tò vò trong họ Ichneumonidae.